# Sarcodictyon catenatum
Sarcodictyon catenatum is een zachte koraalsoort uit de familie Clavulariidae. De koraalsoort komt uit het geslacht Sarcodictyon. Sarcodictyon catenatum werd in 1847 voor het eerst wetenschappelijk beschreven door Forbes.

## Beschrijving
Dit kleine koraalsoort die een korstvormend netwerk vormt van 2 mm brede, afgeplatte uitlopers op rotsen en schelpen. Soms versmelten de uitlopers tot een doorlopend blad. De poliepen zijn tot 10 mm hoog, inclusief tentakels, halfdoorschijnend wit. De stolon is meestal rood, maar kan geel of kleurloos zijn.

## Verspreiding
Sarcodictyon catenatum is algemeen aan alle westkusten van Groot-Brittannië en Ierland, af en toe in de Noordzee. Ook gevonden rond Zuidwest Europa tot aan de Middellandse Zee. Deze koraalsoort komt voor vanaf de lagere kust tot ten minste 100 meter diepte. Komt het meest voor in beschutte situaties zoals zeegaten en in kleine grotten en onder overstekken. Verdraagt een verminderd zoutgehalte.